# (11993) 1995 XX
(11993) 1995 XX est un astéroïde de la ceinture principale découvert en 1995.

## Description
(11993) 1995 XX a été découvert le 8 décembre 1995 à l'Air Force Maui Optical and Supercomputing observatory (AMOS), un observatoire astronomique rattaché au Air Force Research Laboratory (AFRL) situé sur l'île de Maui, à Hawaï (États-Unis), par le programme Near Earth Asteroid Tracking (NEAT).

### Caractéristiques orbitales
L'orbite de cet astéroïde est caractérisée par un demi-grand axe de 3,8 UA, un périhélie de 2,94 UA, une excentricité de 0,05 et une inclinaison de 9,51° par rapport à l'écliptique. Du fait de ces caractéristiques, à savoir un demi-grand axe compris entre 2 et 3,2 UA et un périhélie supérieur à 1,666 UA, il est classé, selon la JPL Small-Body Database, comme objet de la ceinture principale.

### Caractéristiques physiques
(11993) 1995 XX a une magnitude absolue (H) de 13,1 et un albédo estimé à 0,421.